# Apocordulia macrops
Apocordulia macrops är en trollsländeart som beskrevs av Watson 1980. Apocordulia macrops ingår i släktet Apocordulia och familjen skimmertrollsländor. Inga underarter finns listade i Catalogue of Life.